# Currie Cup 1985
La Currie Cup de 1985 fue la cuadragésimo séptima edición del principal torneo de rugby provincial de Sudáfrica.
El campeón fue el equipo de Western Province quienes obtuvieron su vigésimo sexto campeonato.

## Participantes

### Fase Final
| Equipo              |
| ------------------- |
| Western Province    |
| Northern Transvaal  |
| Orange Free State   |
| Transvaal           |
| Eastern Province    |
| Northern Free State |

|  | Finalistas. |

### Final
| 1985 | Western Province | 22 - 15 | Northern Transvaal | Ciudad del Cabo, |  |

### Campeón
| Bandera de Sudáfrica     |
| Campeón Western Province |
| Vigésimo sexto título    |